# 가마레

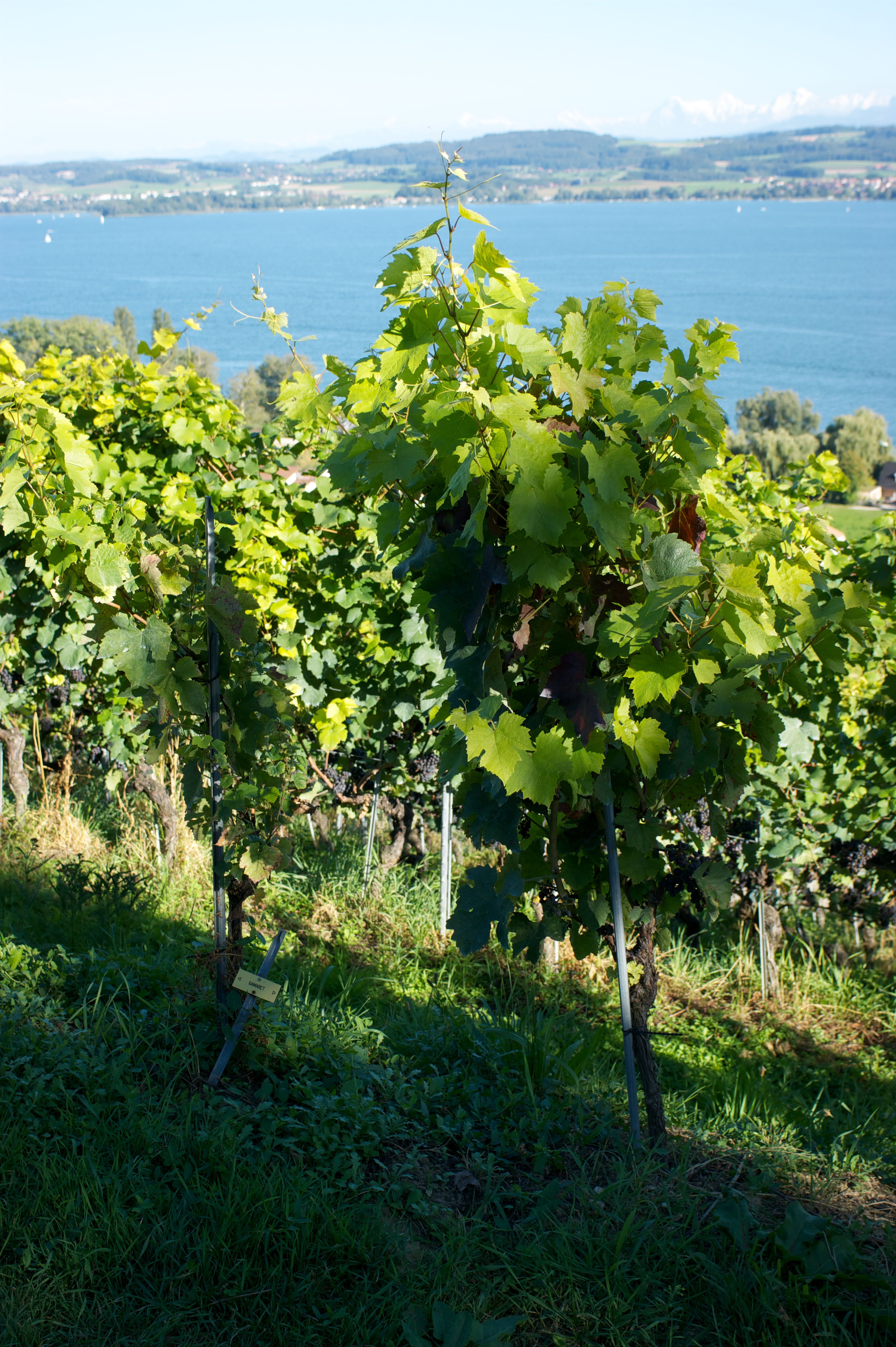

가마레(가마렛, Gamaret)은 다양한 적포도주용 포도이다. 가메(Gamay)와 레큰스타이너(Reichensteiner)를 교잡시켜 1970년 "Station Fédérale de Recherches en Production Végétale de Changins"의 앙드레 자퀴네(André Jaquinet)에 의해 만들어졌다. 가마레는 프랑스 스위스(French Switzerland)에서 재배하기 위해 개발되었으며 독일 지역을 대상으로 한 가라누아르(Garanoir)의 형제 역할을 한다.
2009년에 이 품종의 전체 스위스 농장은 380헥타르(940에이커)에 달했다.
가마레는 부패에 대한 저항력이 뛰어나고 일찍 익는다. 블랙베리와 향신료 향, 은은한 타닌 향이 나는 진한 보라색 와인을 만들어낸다.